# Ameerega pulchripecta
Ameerega pulchripecta es una especie de anfibio anuro de la familia Dendrobatidae.

## Distribución geográfica
Esta especie es endémica de la Serra do Navio en Amapá, Brasil. habita entre los 100 y 310 m de altitud en el río Amapari.

## Etimología
El nombre específico pulchripecta proviene del latín pulcher, espléndido, y pectus, el cofre, con referencia al aspecto de esta especie.

## Publicación original
- Silverstone, 1976 : A revision of the poison arrow frogs of the genus Phyllobates Bibron in Sagra (Family Dendrobatidae). Natural History Museum of Los Angeles County Science Bulletin, vol. 27, p. 1-53[5]